# Irena Kaczmarczyk
Irena Kaczmarczyk z domu Majchrzyk (ur. 1949 w Wincentowie) – polska poetka, publicystka kulturalna, językoznawca.

## Życiorys
Urodziła się w Wincentowie koło Kielc w rodzinie Władysława Majchrzyk i Marianny z domu Janus. Podstawową edukację szkolną pobierała w Piekoszowie. W latach 1963–1967 uczęszczała do Liceum Pedagogicznego w Jędrzejowie. Absolwentka filologii polskiej na Uniwersytecie Jagiellońskim. Ukończyła również Międzywydziałowe Studium Bibliotekoznawstwa na UJ. Pracowała w Bibliotece Jagiellońskiej, w Instytucie Języka Polskiego (PAN), później zatrudniła się w szkolnictwie. W latach 1995–2008 pracowała w XXIX LO im. K. Kieślowskiego w Krakowie. Należy do krakowskich stowarzyszeń twórczych, w tym Stowarzyszenia Absolwentów Uniwersytetu Jagiellońskiego. Jest uczestnikiem Gdańskiego Klubu Poetów. Od 2008 roku członkini Zarządu Krakowskiego Oddziału Związku Literatów Polskich, a od 2015 r. członkini Zarządu Głównego ZLP. Zrzeszona w Stowarzyszeniu Dziennikarzy Rzeczypospolitej Polskiej.
Jest stałym współpracownikiem e-Tygodnika Artystyczno-Literackiego pisarze.pl oraz członkinią Kolegium Redakcyjnego Pisma Artystyczno-Literackiego Stowarzyszenia Twórczego „Polart”. Jej wiersze emitowane są na antenie Radia Kraków. Uczestniczka festiwali literackich w Polsce i za granicą: Warszawska Jesień Poezji, Międzynarodowa Galicyjska Jesień Literacka, Czeskie Dni Poezji, Jesień Polska w Wiedniu. Do tekstów autorki skomponowali muzykę: Zbigniew Ciuraba, Agnieszka Dulny, Grażyna Łapuszek, Robert Marcinkowski i Mateusz Pieniążek. Pieśni są w repertuarze Niezależnej Grupy Teatralnej Porfirion, krakowskiego chóru męskiego Echo oraz innych krakowskich solistów.
Od 1968 roku mieszka w Krakowie.

## Nagrody i wyróżnienia
Wielokrotnie nagradzana za szczególne osiągnięcia dla oświaty i wychowania.
- Medal Komisji Edukacji Narodowej (2003 r.)
- Odznaka „Honoris Gratia” (2021 r.)

Laureatka wielu ogólnopolskich i międzynarodowych konkursów literackich:
- wyróżnienie Telewizji Kraków za zestaw wierszy w X Konkursie Poetyckim Radia „Alfa” (2001 r.)
- kilkakrotnie nagradzana w Ogólnopolskim Konkursie Poetyckim „Szukam słowa” w Kętach (2000-2003)
- Nagroda Główna „Zwierciadła” w konkursie na najlepszy współczesny e-rotyk (2007 r.)[4]
- Nagrodę w Dziedzinie Kultury XI dzielnicy miasta Krakowa w kategorii Osobowość Roku 2007 – twórca
- Nagroda Główna w XVI Konkursie Poezji Religijnej w Ludźmierzu (2008 r.)[5]

## Twórczość
Publikuje w periodycznych almanachach literackich: Krakowska Noc Poetów, Pożegnanie Lata Pisarzy i Artystów oraz w antologiach: Antologia Poetów Polskich 2016, Aspekty: antologia Gdański Klub Poetów, jak również w cyklicznych wyborach wierszy: Warszawska Jesień Poezji, Międzynarodowa Galicyjska Jesień Literacka, Międzynarodowy Listopad Poetycki (Poznań), Czeskie Dni Poezji. Jej wiersze i artykuły ukazują się na łamach czasopism krakowskich i ogólnopolskich, takich jak: Kraków, Akant, Gazeta Kulturalna, Topos, Świętokrzyski Kwartalnik Literacki, Hejnał Oświatowy, Gazeta Myślenicka, Kęczanin, Głos Piekoszowa, Kurier, Wiadomości i in. Publikuje artykuły w Literacie Krakowskim (cykliczne Pismo Krakowskiego Oddziału ZLP) oraz w Hybrydzie (Pismo Artystyczno–Literackie Stowarzyszenia Twórczego POLART).

### Wybrane tomy poezji
- Irena Kaczmarczyk, Srebrne niepokoje, Kraków: Związek Literatów Polskich, 2001, ISBN 83-86775-66-1, OCLC 749252561 [dostęp 2018-03-18]. Brak numerów stron w książce
- Irena Kaczmarczyk, Malinowe przystanki, Kraków: Wydawnictwo i Drukarnia Towarzystwa Słowaków w Polsce, 2004, ISBN 83-89707-05-5, OCLC 749650671 [dostęp 2018-03-18]. Brak numerów stron w książce
- Irena Kaczmarczyk, W witrażu pajęczyny, Kraków: Wydawnictwo Towarzystwa Słowaków w Polsce, 2005, ISBN 83-89707-62-4, OCLC 833552119 [dostęp 2018-03-18]. Brak numerów stron w książce
- Irena Kaczmarczyk, Lubię z Tobą zapalać latarnie, Kraków: Wydawnictwo Towarzystwo Słowaków w Polsce, 2006, ISBN 83-7490-024-5, OCLC 749642638 [dostęp 2018-03-18]. Brak numerów stron w książce
- Irena Kaczmarczyk, Wzejdą wiosną: wiersze z lat 2001-2007, Kraków: Dom Wydawnictw Naukowych, 2008, ISBN 978-83-88866-45-6, OCLC 316490641 [dostęp 2018-03-18]. Brak numerów stron w książce
- Irena Kaczmarczyk, Światło, Kraków: Wydawnictwo i Drukarnia Towarzystwa Słowaków w Polsce, 2009, ISBN 978-83-7490-237-3, OCLC 751198576 [dostęp 2018-03-18]. Brak numerów stron w książce
- Irena Kaczmarczyk, Śpiew ziemi, Kraków: Wydawnictwo i Drukarnia Towarzystwa Słowaków w Polsce, 2013, ISBN 978-83-7490-562-6, OCLC 857945216 [dostęp 2018-03-18]. Brak numerów stron w książce
- Irena Kaczmarczyk, Siódmy kontynent, Kraków: Krakowski Oddział Związku Literatów Polskich, 2015, ISBN 978-83-941661-2-0, OCLC 932221168 [dostęp 2018-03-18]. Brak numerów stron w książce
- Irena Kaczmarczyk, Kanonicza 14, Kraków: Krakowski Oddział Związku Literatów Polskich, 2016, ISBN 978-83-941661-6-8, OCLC 956579297 [dostęp 2018-03-18]. Brak numerów stron w książce
- Irena Kaczmarczyk, Zerwane z łąki, Kraków: Krakowski Oddział Związku Literatów Polskich, 2017, ISBN 978-83-946754-0-0, OCLC 995461730 [dostęp 2018-03-18]. Brak numerów stron w książce[7]
- Kaczmarczyk I., Intymnie, Kraków: Krakowski Oddział Związku Literatów Polskich, 2019, ISBN 978-83-946754-6-2, OCLC 1111741687
- Irena Kaczmarczyk, Déjà vu. Już widziałam, Kraków: Krakowski Oddział Związku Literatów Polskich, 2022, ISBN 978-83-955962-5-4 (fr. • pol.). Brak numerów stron w książce
- Irena Kaczmarczyk, Pro Memoria, Kielce: Krakowski Oddział Związku Literatów Polskich, 2022, ISBN 978-83-955962-8-5 (pol.). Brak numerów stron w książce
- Irena Kaczmarczyk, Z Jamy Michalika.Rozmowy, Kraków: Krakowski Oddział Związku Literatów Polskich, 2024, ISBN 978-83-966065-5-6 (pol.). Brak numerów stron w książce